# Peter Norbeck

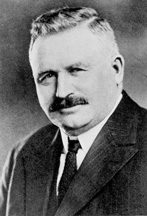
Peter Norbeck

Peter Norbeck (* 27. August 1870 in Vermillion, South Dakota; † 20. Dezember 1936 in Redfield, South Dakota) war ein US-amerikanischer Politiker und von 1917 bis 1921 der neunte Gouverneur von South Dakota. Außerdem gehörte er als Vertreter dieses Bundesstaates dem US-Senat an.

## Frühe Jahre und politischer Aufstieg
Peter Norbeck besuchte nach der Grundschule die University of South Dakota. Anschließend wurde er ein erfolgreicher Geschäftsmann. Er wurde Präsident seiner eigenen Norbeck Drilling Company, die sich auf die Herstellung von Bohrgeräten für Brunnen, aber auch für Ölquellen und Ähnliches spezialisierte. Norbeck war Mitglied der Republikanischen Partei. Zwischen 1909 und 1915 war er Mitglied des Senats von South Dakota. Im Jahr 1914 wurde er zum Vizegouverneur seines Staates gewählt. Damit war er zwischen 1915 und 1917 Stellvertreter von Gouverneur Frank M. Byrne. Im Jahr 1916 wurde er dann selbst zum neuen Gouverneur gewählt.

## Gouverneur von South Dakota
Norbecks Amtszeit als Gouverneur begann am 2. Januar 1917. Nach einer Wiederwahl im Jahr 1918 konnte er bis zum 4. Januar 1921 amtieren. In diese Zeit fiel der Kriegseintritt der Vereinigten Staaten in den Ersten Weltkrieg. Der militärische Beitrag South Dakotas zu diesem Krieg war das 147th Field Artillery Regiment, das in Frankreich eingesetzt wurde. Der Gouverneur musste für die Rekrutierung der Soldaten und die Umstellung der Industrieproduktion auf den Rüstungsbedarf sorgen. Außerdem wurde ein Verteidigungsrat für South Dakota eingerichtet, der sich vor allem mit der Gefahr möglicher Sabotageakte auseinandersetzte. Nach dem Krieg musste dann die Produktion wieder auf den zivilen Bedarf zurückgefahren werden und die heimkehrenden Soldaten wieder in die Gesellschaft eingegliedert werden.
Unabhängig von diesen äußeren Ereignissen erlebte South Dakota in Norbecks Amtszeit große Veränderungen. In den ländlichen Gegenden wurde den Farmern die Kreditaufnahme erleichtert. Der Gouverneur setzte sich für staatseigene Kohlegruben und für die Nutzung der Wasserkraft des Missouri ein. Ein anderer Schwerpunkt seiner Amtszeit war der Ausbau der Straßen des Landes um dem steigenden Automobilverkehr gerecht zu werden. In den Black Hills entstanden damals der Custer State Park und einige andere Naturparks.

## Weiterer Lebenslauf
Nach dem Ablauf seiner Amtszeit vertrat Norbeck seinen Heimatstaat als Senator im Kongress. Dort verblieb er vom 4. März 1921 bis zu seinem Tod im Dezember 1936 und war Mitglied mehrerer Ausschüsse. Er war in seiner Zeit als Senator in Washington maßgeblich an der Entstehung des Mount-Rushmore-Denkmals beteiligt. Die Arbeiten begannen im Jahr 1927. Peter Norbeck war mit Lydia Anderson verheiratet, mit der er vier Kinder hatte.